# Monarque de Buru
Symposiachrus loricatus
Espèce
Statut de conservation UICN

 LC  : Préoccupation mineure
Le Monarque de Buru (Symposiachrus loricatus) est une espèce d'oiseaux de la famille des Monarchidae.

## Répartition
Il est endémique à Buru (Moluques, Indonésie).

## Habitat
Ses habitats naturels sont les forêts humides subtropicales ou tropicales de plaine et les montagnes humides subtropicales ou tropicales.
L'espèce qui occupe une superficie de plus de 20 000 km2 et a une population stable de plus de 10 000 individus n'est donc pas considérée comme menacée.